# Jarosław Tkacz
Jarosław Tkacz (ukr. Ярослав Ткач; ur. 31 października 2001 w Krzemieńczuku) – ukraiński wspinacz sportowy specjalizujący się we wspinaczce na czas, olimpijczyk z Paryża 2024.

## Wyniki
| Impreza                     | Rok  | Gospodarz         | Wynik   | Wynik      | Wynik       | Wynik  |
| Impreza                     | Rok  | Gospodarz         | na czas | bouldering | prowadzenie | łączna |
| --------------------------- | ---- | ----------------- | ------- | ---------- | ----------- | ------ |
| Igrzyska olimpijskie        | 2024 | Paryż             | 10      | –          | –           | –      |
| World Games                 | 2022 | Birmingham        | brąz    | –          | –           | –      |
| Mistrzostwa świata          | 2018 | Innsbruck         | 110     | –          | –           | –      |
| Mistrzostwa świata          | 2021 | Moskwa            | 30      | 94         | 96          | 10     |
| Mistrzostwa świata          | 2023 | Berno             | 11      | –          | –           | –      |
| Mistrzostwa Europy          | 2020 | Moskwa            | 5       | –          | –           | –      |
| Mistrzostwa Europy          | 2022 | Monachium         | 9       | –          | –           | –      |
| Mistrzostwa Europy          | 2024 | Villars-sur-Ollon | 7       | –          | –           | –      |
| Mistrzostwa świata juniorów | 2015 | Arco              | 16      | –          | –           | –      |
| Mistrzostwa świata juniorów | 2016 | Kanton            | 4       | –          | –           | –      |
| Mistrzostwa świata juniorów | 2017 | Innsbruck         | 7       | 83         | 95          | 26     |
| Mistrzostwa świata juniorów | 2018 | Moskwa            | 12      | 39         | 59          | –      |
| Mistrzostwa świata juniorów | 2019 | Arco              | 4       | –          | –           | –      |